# Buk Englera
Buk Englera (Fagus engleriana Seemen ex Diels) – gatunek roślin z rodziny bukowatych (Fagaceae Dumort.). Występuje naturalnie w Chinach – w prowincjach Anhui, Kuejczou (na południu), Henan, Hubei (w części północno-zachodniej), Hunan, Shaanxi, Syczuan (na wschodzie), Junnan i Zhejiang oraz północnej części regionu autonomicznego Kuangsi. 

## Morfologia

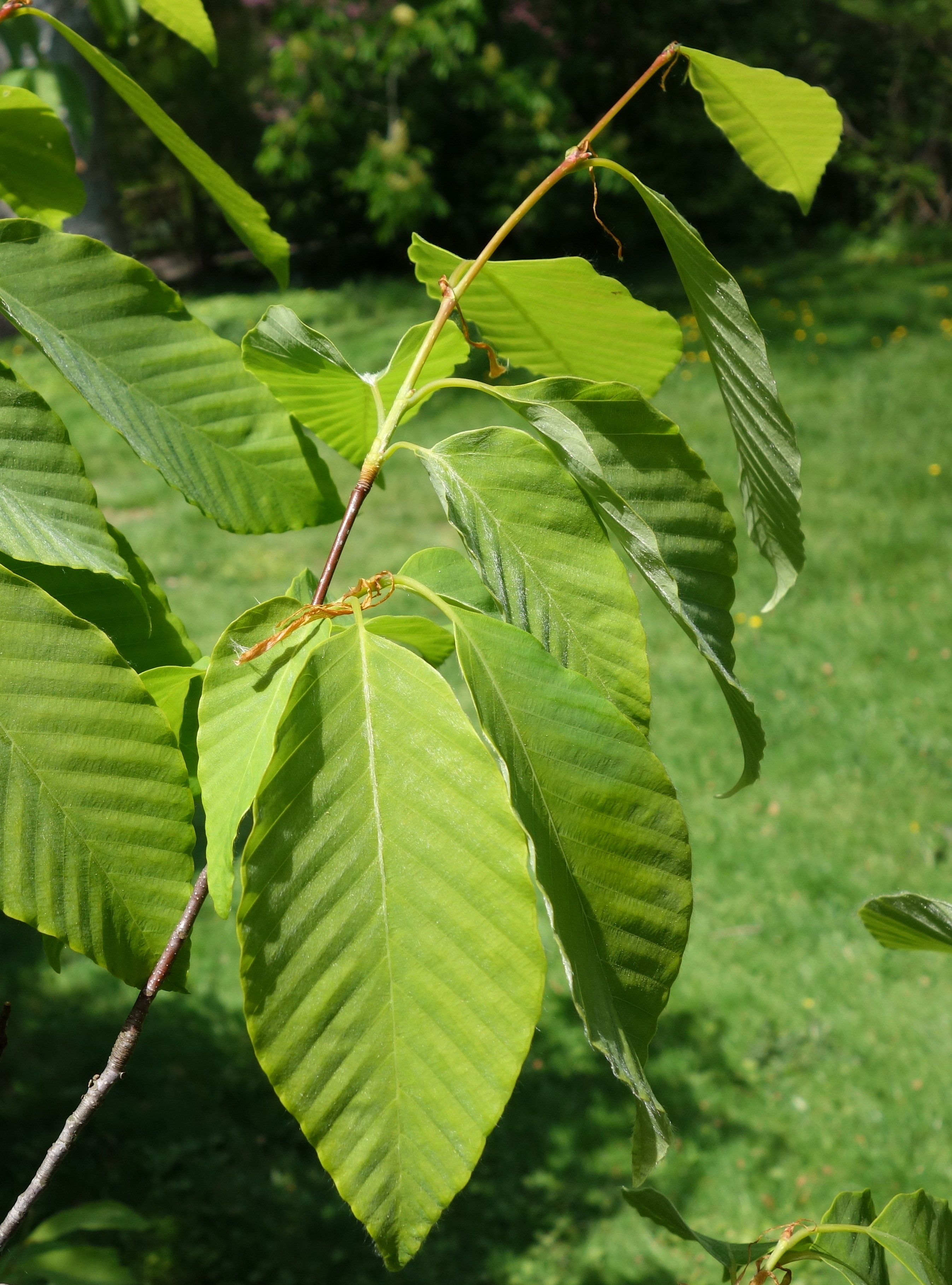
Liście

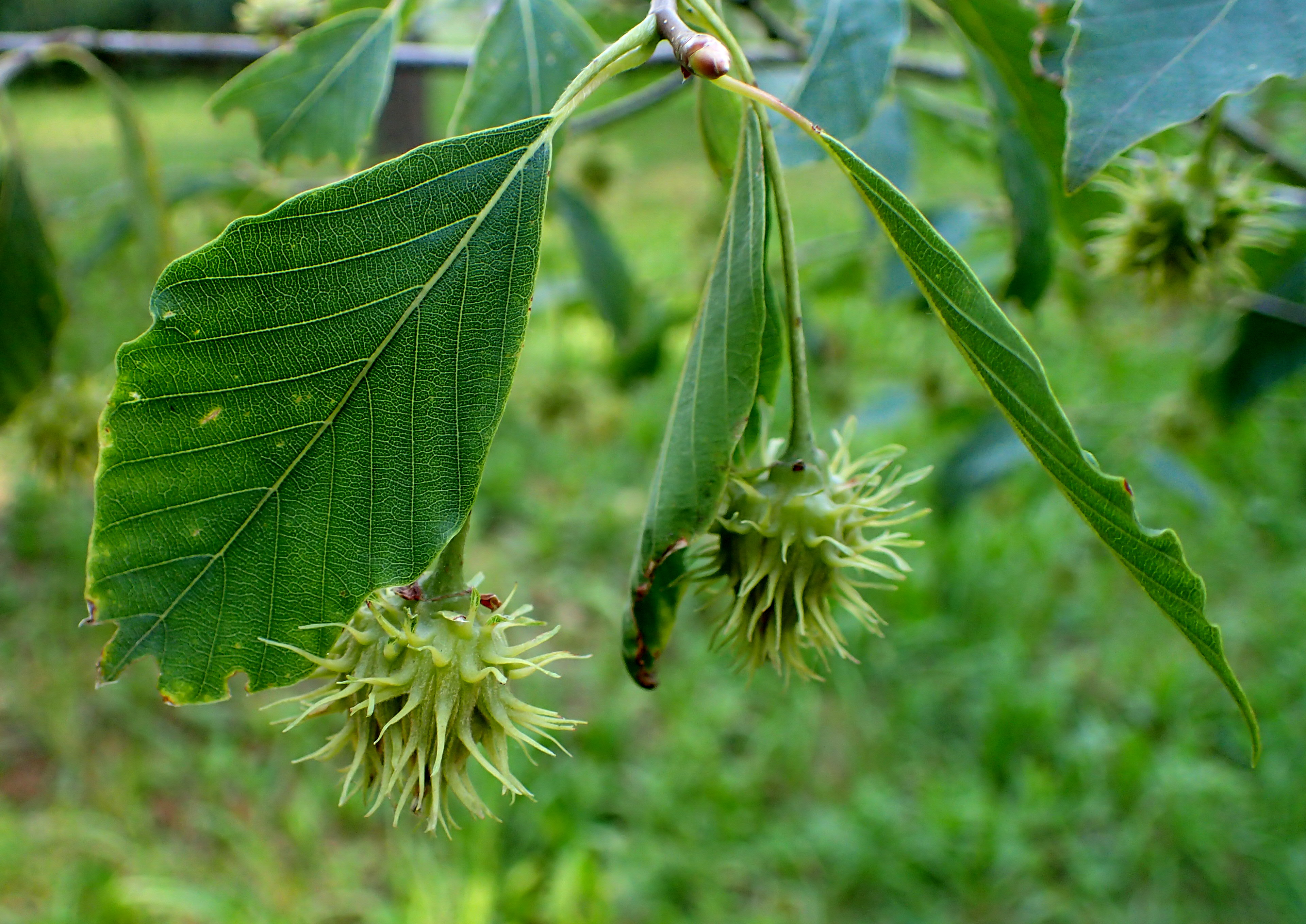
Owoce

PokrójZrzucające liście drzewo dorastające do 25 m wysokości.
LiścieBlaszka liściowa ma owalny, eliptycznie owalny lub podłużnie owalny kształt. Mierzy 5–9 cm długości, jest falowana na brzegu, ma klinową lub niemal sercowatą nasadę i krótko spiczasty wierzchołek. Ogonek liściowy jest nagi i ma 5–15 mm długości.
OwoceWystające orzechy z trzema skrzydełkami przy wierzchołku, osadzone w brązowych miseczkach mierzących 15–18 mm średnicy.

## Biologia i ekologia
Rośnie w lasach zrzucających liście. Występuje na wysokości od 1500 do 2500 m n.p.m. Kwitnie od kwietnia do maja, natomiast owoce dojrzewają od sierpnia do października.